# Rhinolophus hilli
Rhinolophus hilli — вид рукокрилих родини Підковикові (Rhinolophidae).

## Поширення
Виявлений тільки в Національному Парку Нюнве, Руанда. Він має вертикальний діапазон від 1750 до 2512 м над рівнем моря. Населяє гірські вологі тропічні ліси. Швидше за все лаштує житла в печерах і аналогічних місцях.

## Загрози та охорона
Ймовірно, загрожує руйнування місць проживання (імовірно від лісозаготівель і перетворення земель в сільськогосподарський оборот).